# Campeloma
Campeloma é um género de gastrópode da família Viviparidae.
Este género contém as seguintes espécies:
- Campeloma brevispirum F. C. Baker, 1928
- Campeloma crassulum Rafinesque, 1819
- Campeloma decampi (W. G. Binney, 1865)
- Campeloma decisum (Say, 1817)
- Campeloma exile (Anthony, 1860)
- Campeloma floridense Call, 1886
- Campeloma geniculum (Conrad, 1834)
- Campeloma gibbum (Currier, 1867)
- Campeloma leptum Mattox, 1940
- Campeloma lewisi Walker, 1915
- Campeloma limum (Anthony, 1860)
- Campeloma milesi (I. Lea, 1863)
- Campeloma parthenum Vail, 1979
- Campeloma regulare (I. Lea, 1841)
- Campeloma rufum (Haldeman, 1841)
- Campeloma subsolidum Anthony
- Campeloma tannum Mattox, 1940